# Bombardeo del tren n.º 393 en la garganta de Grdelica
El bombardeo del tren n.º 393 en la garganta de Grdelica ocurrió el 12 de abril de 1999 (el segundo día de las vacaciones de Pascua celebradas por la Iglesia ortodoxa serbia ese año), cuando dos misiles disparados por un avión estadounidense F-15E Strike Eagle alcanzaron un tren de pasajeros mientras cruzaba un puente ferroviario sobre el río Južna Morava en el desfiladero de Grdelica, cerca de la ciudad de Leskovac en el distrito de Jablanica, a unos 300 kilómetros al sur de Belgrado (Serbia). Al menos veinte pasajeros civiles murieron o fueron declarados desaparecidos. Dependiendo de las fuentes, las estimaciones del número total de víctimas mortales se elevan hasta los sesenta. Se considera el desastre ferroviario más mortífero en la historia de Serbia.
El bombardeo ocurrió durante la Operación Fuerza Aliada, una operación de la OTAN contra la República Federal de Yugoslavia (FRY) y tenía como objetivo obligar al gobierno de la FRY a cesar las hostilidades en Kosovo y Metohija. La campaña había comenzado atacando principalmente objetivos militares, pero a mediados de abril el énfasis de los ataques había cambiado a objetivos estratégicos y económicos, como enlaces de transporte, en particular importantes puentes.

## Bombardeo
El bombardeo se produjo sobre las 11.40h (CET). Un misil aire-superficie estadounidense de precisión AGM-130 lanzada por un F-15E Strike Eagle de la Fuerza Aérea de los Estados Unidos alcanzó el centro del puente en el momento exacto en que el tren de pasajeros N.º 393, en ruta de Belgrado a Ristovac, estaba cruzando el puente. El misil golpeó el tren, causando daños importantes, pero no destruyó el puente.
Según el general Wesley Clark, quien era entonces el Comandante Supremo Aliado en Europa (SACEUR), en ese momento, el tren viajaba demasiado rápido y la bomba estaba demasiado cerca del objetivo para que se desviara a tiempo. El primer misil había sido disparado desde una distancia significativa del objetivo y, supuestamente, el piloto no pudo reconocer el tren visualmente. De acuerdo con el general Clark, al darse cuenta de que el tren había sido alcanzado pero creyendo que aún podía completar la misión destruyendo el final del puente por donde ya había pasado el tren, el piloto hizo otra pasada y disparó un segundo misil. Este también impactó el tren. Clark describió el segundo impacto como un «extraño accidente» en el que el tren continuó moviéndose hacia el área objetivo, oscurecido por el polvo y el humo del primer impacto, afirmando que el piloto supuestamente tuvo menos de un segundo para reaccionar. La OTAN publicó un video de una cámara de armas para respaldar su versión de los hechos. La filmación se aceleró para dar la impresión de que el tren se movía más rápido de lo que realmente lo hacía.

## Controversias

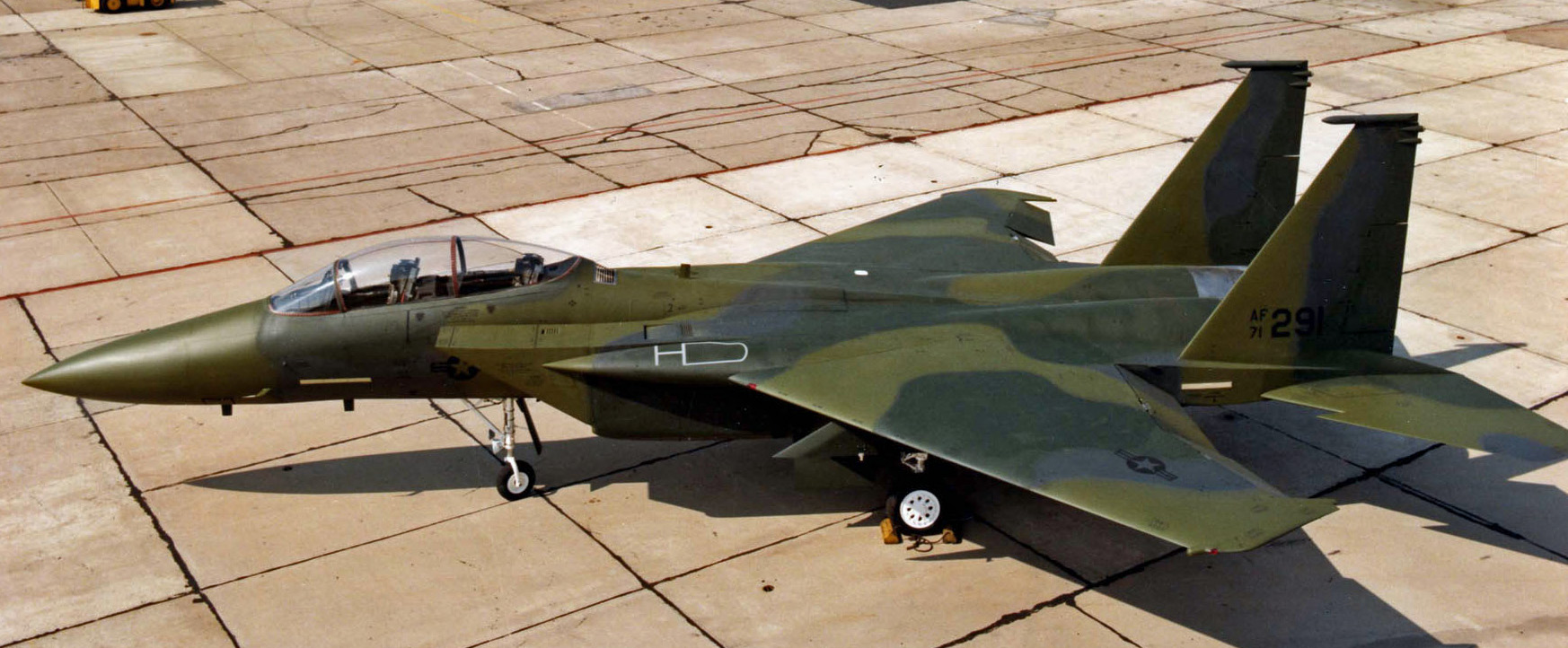
Un F-15E Strike Eagle de la Fuerza Aérea de los Estados Unidos, similar al que atacó el tren de pasajeros

El ataque provocó una controversia inmediata en Serbia y en el extranjero. La agencia de noticias estatal yugoslava Tanjug publicó un editorial que acusaba a la OTAN de realizar el ataque con el objetivo de «infligir sufrimiento y destruir al pueblo serbio». En una conferencia de prensa al día siguiente del ataque, el general Clark afirmó que «fue un incidente desafortunado que él, la tripulación y todos nosotros lamentamos mucho» y «es una de esas cosas lamentables que suceden en una campaña como esta y todos lo lamentamos mucho, pero estamos haciendo todo lo que podemos para evitar "daños colaterales"». El subsecretario de Defensa de los Estados Unidos, John Hamre, dijo al Congreso de los Estados Unidos unos meses después que «nunca quisimos destruir ese tren o matar a sus ocupantes. Queríamos destruir el puente y lamentamos este accidente».
El periódico alemán Frankfurter Rundschau provocó una nueva controversia durante enero de 2000, cuando informó que el video que la OTAN había mostrado para justificar su versión de los hechos, había sido manipulado al acelerar tres veces su velocidad real, dando una impresión engañosa de la velocidad a la que circulaba el tren. El Pentágono y la OTAN declararon que el error se debió a que el video se aceleró para evaluar los daños de la batalla, pero no se volvió a reducir para la conferencia de prensa. Una investigación posterior del Frankfurter Rundschau afirmó que el video se aceleró 4,7 veces y que el piloto del avión que realizó el primer ataque contra el tren tuvo al menos 40 segundos para evitar que el segundo misil impactara nuevamente contra el tren y no un segundo como afirmó en su momento el general Clark.

## Aspectos legales
El gobierno yugoslavo y algunos grupos occidentales caracterizaron el ataque como un «crimen de guerra». Otras organizaciones de derechos humanos criticaron la forma en que se había continuado el ataque después de que el tren hubiera sido alcanzado por el primer misil. Amnistía Internacional argumentó que el ataque debería haberse detenido cuando el tren había sido alcanzado y que el segundo ataque había violado el principio de proporcionalidad. En un informe de posguerra, Amnistía declaró que el incidente

Parece haber violado el artículo 57 del Protocolo I que requiere que un ataque sea "cancelado o suspendido si queda claro que el objetivo no es militar [...] o que se puede esperar que el ataque cause la pérdida incidental de vidas civiles [...] lo que sería excesivo en relación con la ventaja militar concreta y directa prevista."

El Tribunal Penal Internacional para la ex Yugoslavia (TPIY) estableció un comité en mayo de 1999 para determinar si se habían cometido delitos contra el derecho internacional durante la campaña de bombardeos de la OTAN. En su informe final a la Fiscal del tribunal, Carla Del Ponte, el comité consideró que el ataque había sido «proporcionado»:

La opinión de este comité es que el puente era un objetivo militar legítimo. El tren de pasajeros no fue atacado deliberadamente. La persona que controlaba las bombas, el piloto o la WSO, apuntó al puente y, en un período de tiempo muy corto, no pudo reconocer la llegada del tren mientras la primera bomba estaba en vuelo. El tren estaba en el puente cuando el puente fue atacado por segunda vez y la longitud del puente se ha estimado en 50 metros [...] Es la opinión del comité que la información en relación con el ataque con la primera bomba no proporciona una base suficiente para iniciar una investigación.

El comité estaba dividido sobre la cuestión de si el piloto del caza estadounidense se había comportado de manera imprudente. No obstante, recomendó «que el [Fiscal] no investigue el ataque al tren en la garganta de Grdelica». A. P. V. Rogers comentó que el comité «debe haber considerado que el primer ataque con misiles fue una acción legítima contra un objetivo militar, infiriéndose que las bajas civiles de ese ataque no fueron desproporcionadas, y que el lanzamiento del segundo misil fue un error de juicio en el calor del momento».

## Lista de víctimas del bombardeo
- Zoran Jovanović (35 años) de Niš

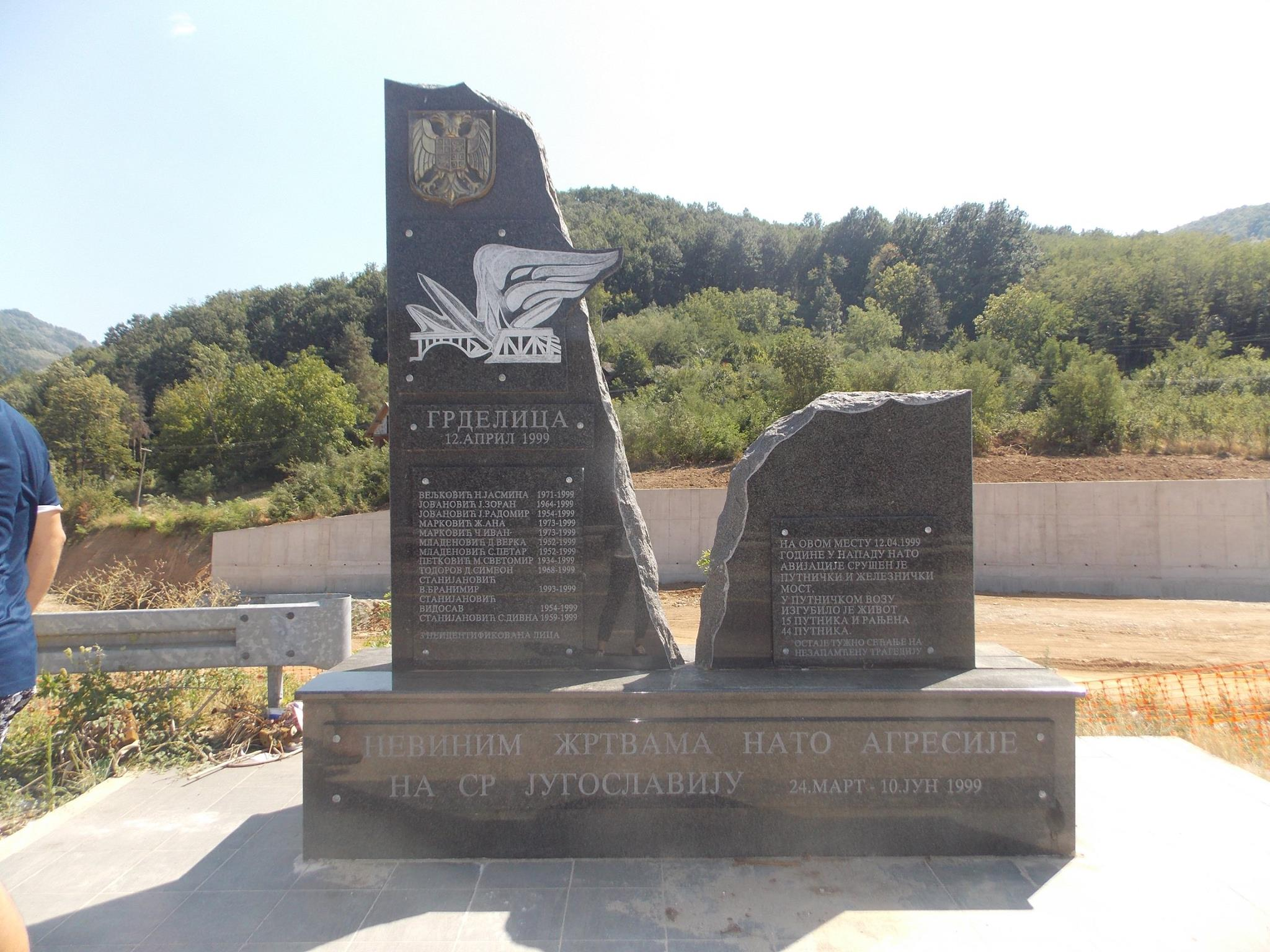
Monumento a las víctimas

- Petar (46) y Verka (47) Mladenović, una familia de Niš
- Ana (25) y Iván Marković (26), familia de Leskovac
- Jasmina Veljković (28) de Stalać
- Vidosav (45), Divna (41) y su hijo Branimir (5) Stanijanović, familia de Prćilovica
- Simeon Todorov (31) de Stalać
- Svetomir Petković (64) de Aleksinac
- Radomir Jovanović (45) de Niš

Otras víctimas mortales no pudieron ser identificadas.

## Consecuencias
El puente dañado fue reparado y reabierto durante septiembre de 1999. El 12 de abril de 2007 se realizó en el lugar una ceremonia de duelo por las víctimas con motivo del octavo aniversario del bombardeo.